# Liriomyza belcanicoides
Liriomyza belcanicoides este o specie de muște din genul Liriomyza, familia Agromyzidae, descrisă de Sehgal în anul 1971.
Este endemică în Alberta. Conform Catalogue of Life specia Liriomyza belcanicoides nu are subspecii cunoscute.